# خوزه کلادو
خوزه کلادو (انگلیسی: José Collado؛ زادهٔ ۲۴ مارس ۱۹۹۰) بازیکن فوتبال اهل اسپانیا است.
از باشگاه‌هایی که در آن بازی کرده‌است می‌توان به باشگاه فوتبال لاس پالماس، باشگاه فوتبال اتلتیکو مادرید بی، و باشگاه ورزشی براگا اشاره کرد.